# Konkurs Piosenki Eurowizji Junior 2019
17. Konkurs Piosenki Eurowizji Junior  odbył się 24 listopada 2019 w Arenie Gliwice. Organizatorem była Europejska Unia Nadawców we współpracy z Telewizją Polską.
W konkursie wzięli udział reprezentanci z 19 państw. Zwyciężyła Viki Gabor, reprezentantka Polski z piosenką „Superhero”.

## Lokalizacja

### Miejsce organizacji konkursu
10 grudnia 2018 ogłoszono, że konkurs odbędzie się w Polsce. 6 marca 2019 poinformowano, że zostanie rozegrany na terenie Areny Gliwice. Arena Gliwice to hala widowiskowo-sportowa zapewniająca ponad 17 tys. miejsc siedzących i stojących w Arenie Głównej. Jest jedną z największych hal widowiskowo-sportowych w kraju.
Uroczysta ceremonia otwarcia konkursu odbyła się 18 listopada w Teatrze Śląskim im. Stanisława Wyspiańskiego w Katowicach.

### Proces wyboru miejsca organizacji

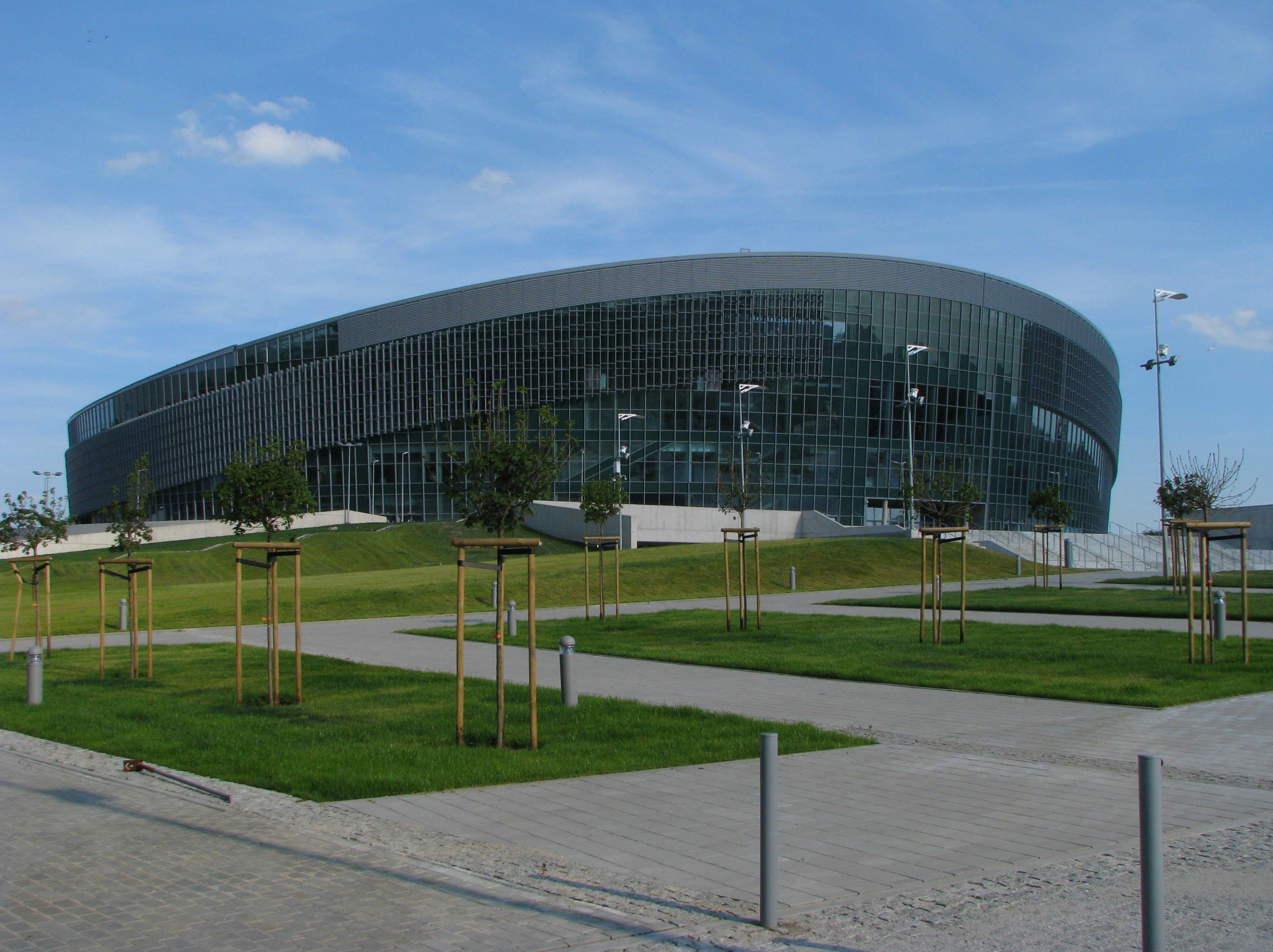
Arena Gliwice, miejsce organizacji konkursu.

Przed rozegraniem 16. finału chęć organizacji kolejnego konkursu wyraziły telewizje z Armenii i Rosji. Po finale aplikacje mieli nadesłać nadawcy z Armenii, Kazachstanu i Polski. Nadawca ormiański AMPTV wytoczył warunek, że zorganizuje konkurs wyłącznie, jeżeli EBU zgodzi się na porzucenie systemu głosowania internautów, a gdyby kazachska propozycja została przyjęta, nadawca Khabar Agency poinformował, że przesunie konkurs na październik 2019 ze względu na możliwe niekorzystne warunki pogodowe w stolicy kraju, Astanie, która została zaproponowana jako miasto-gospodarz. Byłby to również pierwszy raz, kiedy członek stowarzyszony został wybrany do organizacji sztandarowego wydarzenia EBU. 
23 listopada 2018 Jon Ola Sand, kierownik wykonawczy konkursu z ramienia Europejskiej Unii Nadawców (EBU), poinformował podczas konferencji prasowej 16. Konkursu Piosenki Eurowizji Junior, że organizacja rozważa możliwość organizacji kolejnego finału przez państwo, które wygra w 2018. 
Dzięki wygranej w konkursie w 2018 Roksany Węgiel, reprezentantki Polski, TVP miała pierwszeństwo do aplikowania do roli gospodarza następnego finału. Chęć przygotowania widowiska w kraju wyrazili wówczas prezes TVP Jacek Kurski i prezydent RP Andrzej Duda. 10 grudnia ogłoszono Polskę jako gospodarza konkursu w 2019.
Po finale konkursu w 2018 Jacek Kurski w wywiadzie dla Wirtualnych Mediów stwierdził, że konkurs prawdopodobnie nie odbędzie się w Warszawie z powodu braku w mieście odpowiedniej hali do organizacji widowiska. Powtórzył te słowa również 13 grudnia w wywiadzie dla Radia Zet, dodając, że konkurs może być zorganizowany w: Gdańsku (Ergo Arena), Gliwicach (Arena Gliwice), Katowicach (Spodek lub Międzynarodowe Centrum Kongresowe), Krakowie (Tauron Arena Kraków), Łodzi (Atlas Arena) czy Szczecinie (Netto Arena). Do tej listy później dołączył również Toruń (Arena Toruń). Prezes polskiego nadawcy wymienił też kryteria, na podstawie których będzie wybrany gospodarz: budżet miasta i dostępność odpowiedniej bazy hotelowej oraz hali widowiskowej do wynajmu na miesiąc przed rozegraniem finału. Chęć przygotowania konkursu wyrazili m.in. włodarze Gliwic, którzy zaproponowali Arenę Gliwice jako potencjalne miejsce organizacji widowiska.
17 stycznia 2019 Noel Curran, dyrektor generalny EBU, ogłosił, że konkurs odbędzie się w Krakowie. Następnego dnia TVP wydało oświadczenie, że nie doszło jeszcze do wyboru miasta. Decyzja dotycząca miasta, które zorganizować miało konkurs, stała wyłącznie po stronie Telewizji Polskiej, ponieważ wszystkie trzy opcje wystosowane przez TVP zostały zaakceptowane przez Europejską Unię Nadawców: Gliwice, Szczecin i Toruń. Ostatecznie ogłoszono, że konkurs odbędzie się w Gliwicach.

## Organizacja

### Projekt graficzny konkursu i sceny
Pod koniec kwietnia pojawiły się spekulacje medialne, jakoby hasło przewodnie konkursu brzmiało Share the Joy (tłum. Podziel się radością), co kilka tygodni później zostało potwierdzone za pośrednictwem oficjalnych kanałów społecznościowych dotyczących Konkursu Piosenki Eurowizji Junior.

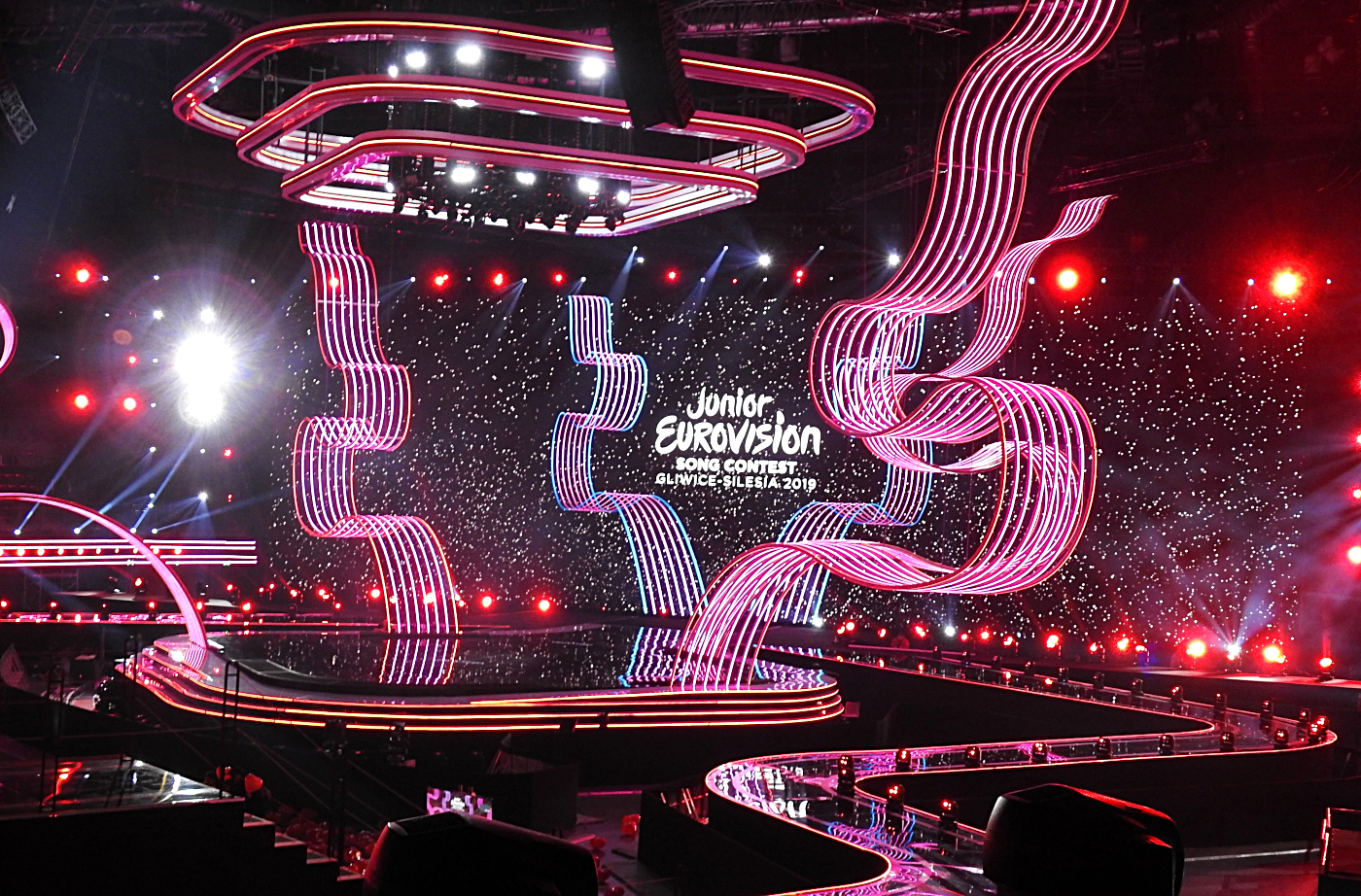
Scena konkursowa z logiem w tle.

13 maja na konferencji prasowej dotyczącej Konkursu Piosenki Eurowizji 2019 zaprezentowano logotyp konkursu, przedstawiający jaskrawy latawiec, który – jak tłumaczyli organizatorzy – symbolizuje „wolność, światło i radosne chwile”.
30 września organizatorzy udostępnili projekt sceny konkursowej, której pomysłodawcą jest Jorgos Stylianu-Matsis. Instalacja zawierała światła LED na środku sceny oraz na wybiegach przy publiczności.

### Prowadzący
22 sierpnia ogłoszono, że finał konkursu poprowadzą Ida Nowakowska, Aleksander Sikora i Roksana Węgiel, zwyciężczyni konkursu w 2018. 24 września podano, że ceremonię otwarcia konkursu poprowadzi Mateusz Szymkowiak, a za przebieg konferencji prasowych odpowiadać będzie Agata Konarska.

### Motyw muzyczny
9 października ogłoszono stworzenie utworu muzycznego, będącego zarazem motywem przewodnim konkursu, za który odpowiadać będzie Gromee, producent muzyczny i reprezentant Polski w 63. Konkursie Piosenki Eurowizji. Utwór „Share the Joy” został premierowo wykonany 18 listopada podczas ceremonii oficjalnego otwarcia konkursu, podczas którego wykonali ją Roksana Węgiel wraz ze wszystkimi uczestnikami konkursu. Numer ponownie zaprezentowano w trakcie niedzielnego koncertu finałowego.
20 listopada premierę miała piosenka promocyjna konkursu „Życie to gra”, którą zaśpiewali: Ula Kowalska, Nela Zawadzka, Milena Grigoryan, Antek Scardina i Paweł Szymański.

### Kontrowersje

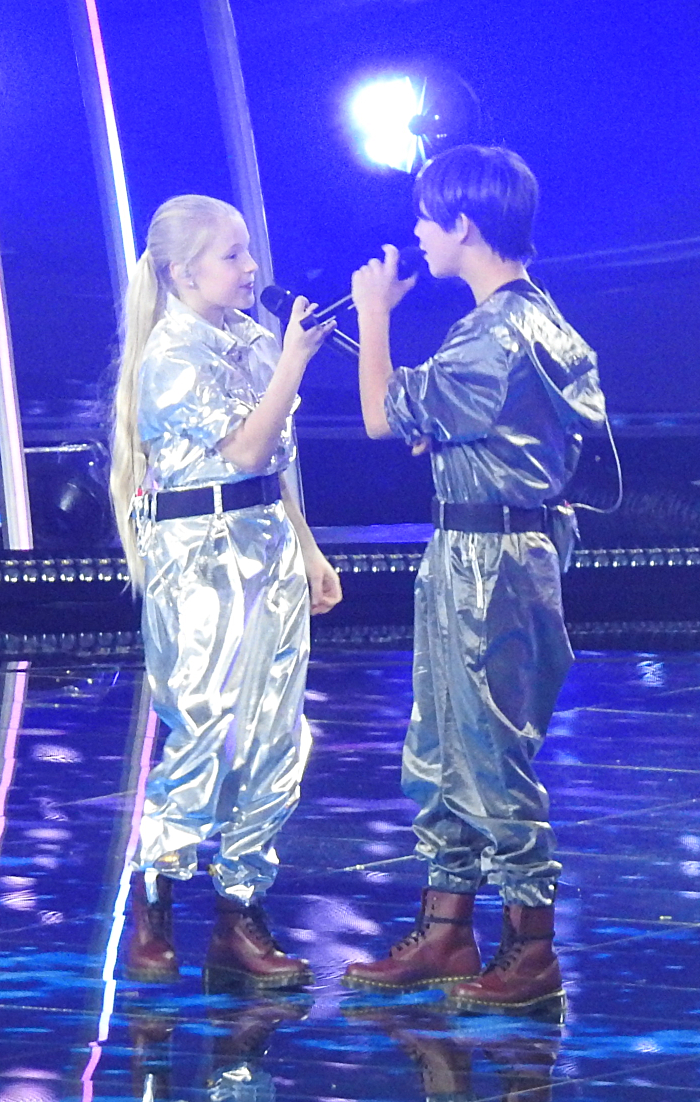
Tatjana Meżenciewa i Denbieriel Oorżak w trakcie prób do występu

#### Utrata przytomności reprezentanta Rosji
Podczas pierwszych prób reprezentant Rosji Denbieriel Oorżak stracił przytomność na scenie konkursowej w Gliwicach i został przewieziony do szpitala. Jeden z wolontariuszy oznajmił, że był świadkiem, że rosyjska delegacja nakazała reprezentantom Rosji nie kontaktować się z reprezentantką Ukrainy, Sofiją Iwanko, a także wywierającej presji przez szefa rosyjskiej delegacji na chłopcu i dziewczynce, co w opinii wolontariusza mogło doprowadzić do utraty przytomności. Kilka godzin po incydencie poinformowano, że do zdarzenia doszło przez zły stan zdrowia chłopca. Partnerka sceniczna, Tatjana Meżenciewa, także potwierdziła informacje zawarte w oświadczeniu na swoim oficjalnym profilu na Instagramie. 22 listopada duet odbył kolejne próby sceniczne do występu, a w weekend zaprezentował się podczas koncertów konkursowych.

## Kraje uczestniczące
18 lipca Europejska Unia Nadawców ogłosiła listę państw uczestniczących w konkursie. W finale wzięli udział reprezentanci z 19 państw, w tym z Hiszpanii, która powróciła na konkurs po 13 latach. Z udziału w konkursie wycofały się telewizje z Azerbejdżanu oraz Izraela.

### Finał
18 listopada EBU udostępniła kolejność startową występów w finale. Wcześniej, w trakcie ceremonii otwarcia konkursu, wylosowany został pierwszy i ostatni występ oraz numer startowy kraju-gospodarza (Polski).
| L.p | Państwo            | Wykonawca                              | Utwór                                 | Język                  | Miejsce | Punkty |
| --- | ------------------ | -------------------------------------- | ------------------------------------- | ---------------------- | ------- | ------ |
| 1   | Australia          | Jordan Anthony                         | „We Will Rise”                        | angielski              | 8       | 121    |
| 2   | Francja            | Carla                                  | „Bim Bam Toi”                         | francuski              | 5       | 169    |
| 3   | Rosja              | Tatjana Mieżencewa i Denbieriel Oorżak | „A Time for Us”                       | rosyjski, angielski    | 13      | 72     |
| 4   | Macedonia Północna | Miła Moskow                            | „Fire”                                | macedoński, angielski  | 6       | 150    |
| 5   | Hiszpania          | Melani García                          | „Marte”                               | hiszpański             | 3       | 212    |
| 6   | Gruzja             | Giorgi Rostiaszwili                    | „We Need Love”                        | gruziński, angielski   | 14      | 69     |
| 7   | Białoruś           | Liza Misnikawa                         | „Pepleny (Ashen)” (Пепельный)         | angielski, rosyjski    | 11      | 92     |
| 8   | Malta              | Eliana Gomez Blanco                    | „We Are More”                         | maltański, angielski   | 19      | 29     |
| 9   | Walia              | Erin Mai                               | „Calon yn curo”                       | walijski               | 18      | 35     |
| 10  | Kazachstan         | Erżan Maksim                           | „Armanyńnan qalma” (Арманыңнан қалма) | kazachski, angielski   | 2       | 227    |
| 11  | Polska             | Viki Gabor                             | „Superhero”                           | polski, angielski      | 1       | 278    |
| 12  | Irlandia           | Anna Kearney                           | „Banshee”                             | irlandzki              | 12      | 73     |
| 13  | Ukraina            | Sofija Iwańko                          | „The Spirit of Music”                 | ukraiński, angielski   | 15      | 59     |
| 14  | Holandia           | Matheu Hinzen                          | „Dans met jou”                        | holenderski, angielski | 4       | 186    |
| 15  | Armenia            | Karina Ignatian                        | „Colours of Your Dream”               | ormiański, angielski   | 9       | 115    |
| 16  | Portugalia         | Joana Almeida                          | „Vem comigo (Come with Me)”           | portugalski, angielski | 16      | 43     |
| 17  | Włochy             | Marta Viola                            | „La voce della terra”                 | włoski, angielski      | 7       | 129    |
| 18  | Albania            | Isea Çili                              | „Mikja ime Fëmijëria”                 | albański               | 17      | 36     |
| 19  | Serbia             | Darija Vračević                        | „Podigni glas (Raise Your voice)”     | serbski, angielski     | 10      | 109    |

## Wyniki
| Wyniki jurorów i internautów | Wyniki jurorów i internautów | Wyniki jurorów i internautów | Wyniki jurorów i internautów | Wyniki jurorów i internautów |
| Miejsce                      | Jurorzy                      | Punkty                       | Internauci                   | Punkty                       |
| ---------------------------- | ---------------------------- | ---------------------------- | ---------------------------- | ---------------------------- |
| 1                            | Kazachstan                   | 148                          | Polska                       | 166                          |
| 2                            | Polska                       | 112                          | Hiszpania                    | 104                          |
| 3                            | Hiszpania                    | 108                          | Francja                      | 84                           |
| 4                            | Holandia                     | 105                          | Holandia                     | 81                           |
| 5                            | Macedonia Północna           | 100                          | Kazachstan                   | 79                           |
| 6                            | Francja                      | 85                           | Włochy                       | 64                           |
| 7                            | Australia                    | 82                           | Serbia                       | 63                           |
| 8                            | Armenia                      | 70                           | Rosja                        | 57                           |
| 9                            | Włochy                       | 65                           | Macedonia Północna           | 50                           |
| 10                           | Serbia                       | 46                           | Białoruś                     | 48                           |
| 11                           | Białoruś                     | 44                           | Armenia                      | 45                           |
| 12                           | Irlandia                     | 39                           | Portugalia                   | 43                           |
| 13                           | Gruzja                       | 37                           | Australia                    | 39                           |
| 14                           | Ukraina                      | 28                           | Irlandia                     | 34                           |
| 15                           | Rosja                        | 15                           | Gruzja                       | 32                           |
| 16                           | Walia                        | 9                            | Ukraina                      | 31                           |
| 17                           | Albania                      | 7                            | Albania                      | 29                           |
| 18                           | Malta                        | 2                            | Malta                        | 27                           |
| 19                           | Portugalia                   | 0                            | Walia                        | 26                           |

### Głosowanie
| Uczestnicy         | Suma punktów | Punkty od internautów | Punkty od jury | Punkty od jury | Punkty od jury | Punkty od jury     | Punkty od jury | Punkty od jury | Punkty od jury | Punkty od jury | Punkty od jury | Punkty od jury | Punkty od jury | Punkty od jury | Punkty od jury | Punkty od jury | Punkty od jury | Punkty od jury | Punkty od jury | Punkty od jury | Punkty od jury |
| Uczestnicy         | Suma punktów | Punkty od internautów | Australia      | Francja        | Rosja          | Macedonia Północna | Hiszpania      | Gruzja         | Białoruś       | Malta          | Walia          | Kazachstan     | Polska         | Irlandia       | Ukraina        | Holandia       | Armenia        | Portugalia     | Włochy         | Albania        | Serbia         |
| Australia          | 121          | 39                    |                |                | 12             |                    | 1              | 8              | 4              | 8              |                | 8              | 10             | 1              | 10             | 6              | 5              |                | 2              |                | 7              |
| Francja            | 169          | 84                    | 10             |                |                | 1                  | 5              |                | 6              | 6              | 10             | 2              | 1              | 5              |                | 10             | 1              | 7              | 8              | 5              | 8              |
| Rosja              | 72           | 57                    |                |                |                |                    |                |                |                |                |                | 3              |                |                |                |                | 10             | 2              |                |                |                |
| Macedonia Północna | 150          | 50                    | 4              | 1              | 7              |                    | 2              | 10             | 5              | 12             | 2              |                | 7              | 10             | 7              | 7              | 3              | 10             | 4              | 7              | 2              |
| Hiszpania          | 212          | 104                   | 1              | 8              |                | 10                 |                |                | 7              | 4              | 7              | 7              | 8              | 8              | 6              | 5              |                | 8              | 12             | 12             | 5              |
| Gruzja             | 69           | 32                    | 5              |                |                |                    | 3              |                |                | 1              | 8              |                | 5              |                |                |                | 8              |                |                | 3              | 4              |
| Białoruś           | 92           | 48                    | 6              | 3              |                |                    | 6              |                |                | 3              |                |                | 2              | 7              |                | 1              | 6              |                | 10             |                |                |
| Malta              | 29           | 27                    |                |                |                |                    |                |                |                |                | 1              |                |                |                |                |                |                |                |                |                | 1              |
| Walia              | 35           | 26                    |                |                |                |                    |                | 3              |                |                |                |                |                |                |                |                |                |                | 6              |                |                |
| Kazachstan         | 227          | 79                    | 7              | 2              | 8              | 5                  | 8              | 12             | 12             | 7              | 12             |                | 12             | 2              | 12             | 12             | 4              | 6              | 7              | 8              | 12             |
| Polska             | 278          | 166                   |                | 10             | 1              | 7                  | 12             | 4              | 10             | 10             | 6              | 12             |                | 4              | 8              | 8              |                | 5              | 3              | 2              | 10             |
| Irlandia           | 73           | 34                    |                | 4              | 6              | 2                  | 3              |                |                |                | 5              | 10             |                |                | 3              | 2              |                | 3              | 1              |                |                |
| Ukraina            | 59           | 31                    | 3              |                |                |                    |                |                | 8              |                |                | 6              |                |                |                |                | 7              |                |                | 1              | 3              |
| Holandia           | 186          | 81                    | 12             | 12             | 4              | 4                  | 10             | 5              |                | 5              |                |                | 6              | 6              | 2              |                | 12             | 12             | 5              | 10             |                |
| Armenia            | 115          | 45                    | 8              | 5              | 10             | 6                  | 7              | 7              | 3              | 2              |                | 5              | 3              |                | 4              |                |                | 4              |                | 6              |                |
| Portugalia         | 43           | 43                    |                |                |                |                    |                |                |                |                |                |                |                |                |                |                |                |                |                |                |                |
| Włochy             | 129          | 64                    | 2              | 7              | 2              | 8                  |                | 6              | 2              |                | 3              | 1              | 4              | 12             | 5              | 4              | 2              | 1              |                |                | 6              |
| Albania            | 36           | 29                    |                |                | 5              |                    |                | 2              |                |                |                |                |                |                |                |                |                |                |                |                |                |
| Serbia             | 109          | 63                    |                | 6              | 3              | 12                 | 4              | 1              | 1              |                | 4              | 4              |                | 3              | 1              | 3              |                |                |                | 4              |                |

### Głosowanie online
Podczas finału konkursu ogłoszono, że przez cały okres otwartego głosowania online oddano ponad 3,7 miliona głosów ważnych.
| Wyniki głosowania online | Wyniki głosowania online | Wyniki głosowania online |
| Państwo                  | Głosy                    | Punkty                   |
| ------------------------ | ------------------------ | ------------------------ |
| Polska                   | ~567,895                 | 166                      |
| Hiszpania                | ~355,789                 | 104                      |
| Francja                  | ~287,368                 | 84                       |
| Holandia                 | ~277,105                 | 81                       |
| Kazachstan               | ~270,263                 | 79                       |
| Włochy                   | ~218,947                 | 64                       |
| Serbia                   | ~216,000                 | 63                       |
| Rosja                    | ~195,000                 | 57                       |
| Macedonia Północna       | ~171,053                 | 50                       |
| Białoruś                 | ~164,211                 | 48                       |
| Armenia                  | ~153,947                 | 45                       |
| Portugalia               | ~147,105                 | 43                       |
| Australia                | ~133,000                 | 39                       |
| Irlandia                 | ~116,421                 | 34                       |
| Gruzja                   | ~109,474                 | 32                       |
| Ukraina                  | ~106,053                 | 31                       |
| Albania                  | ~99,211                  | 29                       |
| Malta                    | ~92,368                  | 27                       |
| Walia                    | ~88,947                  | 26                       |
| Razem                    | ~3,770,000               | 1,102                    |

## Pozostałe kraje
Aby kraj kwalifikował się do potencjalnego udziału w Konkursie Piosenki Eurowizji Junior, musi być aktywnym członkiem Europejskiej Unii Nadawców. Nie wiadomo, czy Europejska Unia Nadawców wysyła zaproszenia do udziału wszystkim pięćdziesięciu sześciu aktywnym członkom, tak jak ma to miejsce w kwestii Konkursu Piosenki Eurowizji.

### Aktywni członkowie EBU
- Bułgaria – 11 września 2018 Byłgarska nacionałna telewizija (BNT) oświadczyła, że nie ma w planach powrotu na konkurs[67]. 8 czerwca poinformowano, że BNT ma ogromne długi i są blisko bankructwa, przez co zmiana zdania była praktycznie niemożliwa[68]. W późniejszym terminie ogłoszono listę uczestników na której nie pojawiła się Bułgaria.
- Czarnogóra – 2 czerwca Radiotelevizija Crne Gore (RTCG) potwierdziła, że nie powróci do konkursu przez problemy budżetowe[69].
- Czechy – 19 czerwca Česká televize ogłosiła, że Czechy nie zadebiutują w konkursie w 2019 roku z powodu skupienia się na Konkursie Piosenki Eurowizji[70].
- Finlandia – 10 czerwca nadawca Yle poinformował, że nie zadebiutuje w konkursie w 2019. Powodem jest niechęć do umieszczania dzieci w konkursach dla dorosłych oraz brak programów, dzięki którym można by było wybrać potencjalnego reprezentanta[71].
- Łotwa – 14 czerwca stacja Latvijas Televīzija potwierdziła, że nie powróci do konkursu w tej edycji z powodu skupienia się na Konkursie Piosenki Eurowizji 2020 oraz Chórze Roku Eurowizji 2019[72].
- Norwegia – 11 kwietnia stacja NRK potwierdziła, że nie powróci do konkursu w tej edycji, ponieważ ich zasady nie pasują do tego typu konkursów, ale NRK będzie obserwować konkurs dokładniej niż wcześniej.
- Niemcy – 10 maja stacja Kika, dziecięcy kanał telewizyjny ARD i ZDF, poinformował, że Niemcy nie zadebiutują w 2019, mimo że program stacji to uwzględniał[73]. 22 listopada poinformowano, że niemiecka delegacja przybyła do Polski, by obserwować konkurs i jego przebieg[74].
- Szkocja – 29 czerwca BBC Alba potwierdziło, że nie zadebiutuje w 2019 z powodu udziału w Chórze Roku Eurowizji 2019, jednak potwierdzono, że odbyły się rozmowy dotyczące uczestnictwa, które mogłyby pozwolić Szkocji uczestniczyć w 2020 roku[75].
- Słowacja – rzecznik Rozhlas a televízia Slovenska (RTVS) oświadczył, że obecnie stacja nadzoruje i ocenia możliwość debiutu w Konkursie Piosenki Eurowizji Junior w przyszłości[76][77], mimo wszystko kilka dni później poinformowano, że te informacje były plotkami i potwierdzono, że Słowacja nie ma w planach debiutu w konkursie[78].
- Słowenia – 3 czerwca Radiotelevizija Slovenija potwierdziła, że nie powrócą do konkursu w 2019 z powodu kosztów udziału[79].
- Wielka Brytania – 8 kwietnia sieć ITV potwierdziła, że kraj nie powróci do konkursu w 2019, z powodu niskiego zainteresowania konkursem w 2006[80]. Jednak w konkursie brała udział Walia – część Wielkiej Brytanii.

## Sekretarze, nadawcy publiczni i komentatorzy

### Sekretarze
- Armenia – Erik Antonyan[81]
- Australia – Szymon[82]
- Albania – Efi Gjika (reprezentantka Albanii w konkursie w 2018)[83]
- Białoruś – Emilia[82]
- Francja – Karolina[82]
- Gruzja – Anastasia Garsewaniszwili[84]
- Hiszpania – Violeta Leal[85]
- Holandia – Anna Buhre (reprezentantka Holandii w konkursie w 2018)[86]
- Irlandia – Leo Kearney[82]
- Kazachstan – Arużhan Hafiz[82]
- Macedonia Północna – Magdalena[82]
- Malta – Paula[82]
- Polska – Marianna Józefina Piątkowska[87]
- Portugalia – Zofia[82]
- Rosja – Alisza Kilko i Chrusza[88]
- Serbia – Bojana Radovanović (reprezentantka Serbii w konkursie w 2018)[89]
- Ukraina – Darina Krasnowecka (reprezentantka Ukrainy w konkursie w 2018)[90]
- Walia – Cadi[82]
- Włochy – Maria Iside Fiore (reprezentantka Włoch w konkursie w 2017)[91]

### Komentatorzy

#### Kraje uczestniczące w konkursie
- Albania – Andri Xhahu (RTSH)
- Australia – Pip Rasmussen, Ava Madon i Drew Parker (ABC Me, 18:00 poniedziałek 25 listopada)
- Białoruś – Jauhien Perlin (Biełaruś-1, Biełaruś-24)[92]
- Francja – Stéphane Bern i Sandy Héribert (France 2)[93]
- Gruzja – Demetre Ergemlidze i Tamar Edilaszwili (reprezentantka Gruzji w konkursie w 2018) (1TV)[94]
- Hiszpania – Tony Aguilar i Julia Varela (La 1, TVE International)[95]
- Holandia – Buddy Vedder (NPO Zapp)[96][97]
- Kazachstan – Kaldybek Zhaisanbai i Mahabbat Esen (Khabar TV)
- Irlandia – Sinéad Ní Uallacháin (TG4)
- Malta – brak (PBS)
- Macedonia Północna – Eli Tanaskovska (MRT 1)
- Polska – Artur Orzech (TVP1, TVP Polonia, TVP ABC)[98]
- Portugalia – Nuno Galopim (Na żywo: RTP1, RTP Internacional. Opóźnione: RTP Internacional Ásia, RTP África)[99][100]
- Rosja – Wadim Tekmeniew i Lera Kudriawciewa (NTV)[101], Anton Zorkin (Karusel)[102]
- Serbia – Tijana Lukić (RTS2)[103]
- Ukraina –Timur Miroshnychenko (UA:Perszyj, Kultura, UA:PBC, wszystkie 24 kanały regionalne UA:PBC)[104]
- Włochy – Mario Acampa i Alexia Rizzardi (Rai Gulp)[105]
- Walia – walijski: Trystan Ellis-Morris angielski: Stifyn Parri (S4C)[106]

#### Kraje nieuczestniczące w konkursie
- Litwa – Artur Orzech (TVP Wilno)[107]
- Wielka Brytania – Ewan Spence (Fun Kids)[108]

## Oglądalność
18 grudnia 2019 roku EBU ogłosiło, że oglądalność konkursu była druga co do ilości w historii wszystkich 17 edycji konkursu. Wyżej znalazła się tylko edycja organizowana w 2005 roku. Największa oglądalność była w organizującej konkurs Polsce, gdzie konkurs obejrzało ponad 5,5 mln widzów. W Rosji konkurs śledziło na żywo ponad 2,2 mln osób. W Hiszpanii, powracającej do konkursu po 13 latach nieobecności, konkurs obejrzało 1,5 mln widzów. We Francji konkurs obejrzało na żywo 979 tys. widzów, w Portugalii 350 tys., a w Holandii – 252 tys. Najniższe wyniki odnotowanio w Walii i Włoszech, gdzie konkurs oglądało odpowiednio 20 tys. i 42 tys. widzów.